# Courtney Dauwalter
Courtney Dauwalter (Hopkins, 13 febbraio 1985) è un'ultramaratoneta statunitense.

## Biografia
Dauwalter è cresciuta a Hopkinks, nel Minnesota, e durante il liceo ha gareggiato su pista, sci di fondo e sci nordico. È stata quattro volte campionessa dello stato del Minnesota di sci nordico durante la sua carriera scolastica. Ha frequentato l'Università di Denver con una borsa di studio per lo sci di fondo, e poi ha conseguito un master in insegnamento presso l'Università del Mississippi nel 2010 mentre partecipava al Mississippi Teacher Corps.
Dauwalter ha lavorato come insegnante di scuola media e superiore nella zona di Denver prima di diventare una runner professionista a tempo pieno nel 2017. Vive a Golden, Colorado con suo marito.

### Ultrarunning
Nel 2016, Dauwalter ha stabilito un record di percorso alla Javelina Jundred 100K e ha vinto la corsa di 100 miglia Run Rabbit Run, finendo 75 minuti prima del secondo posto. Ha anche vinto la Run Rabbit Run del 2017 combattendo contro la cecità temporanea durante le ultime 12 miglia.
Dauwalter ha vinto l'edizione 2017 della gara Moab 240 in 2 giorni, 9 ore e 59 minuti, classificandosi primo assoluto e battendo il secondo classificato di oltre 10 ore. 
Nel 2018, Dauwalter ha vinto la Western States Endurance Run, una gara di 100 miglia, con un tempo finale di 17h27m. Questo è stato il secondo miglior tempo di una donna in gara. Dauwalter ha gareggiato nel Big's Backyard Ultra nel 2018, arrivando secondo in classifica e completando un totale di 67 giri, stabilendo il record del percorso femminile a 279.268 miglia. Si è anche classificata seconda nel Tahoe 200, battendo il precedente record sul percorso femminile di oltre 18 ore. 
Dauwalter è stata nominata Ultra Runner of the Year nel 2018 da Ultrarunning Magazine dopo aver vinto 9 delle 12 gare a cui ha partecipato, incluse due in cui è arrivata prima assoluta. 
Nel 2019, Dauwalter ha vinto l'Ultra-Trail du Mont-Blanc in 24 h 34 min 26 sec, arrivando al 21 ° posto assoluto. Ha anche gareggiato nell'edizione 2019 di Western States, ma è caduta dopo 77 miglia. Dauwalter ha gareggiato per gli Stati Uniti al Campionato mondiale di 24 ore IAU a Brive-la-Gaillarde, in Francia, nell'ottobre 2019, finendo 12 °.
Nel 2020, Dauwalter ha vinto la sezione americana di Big's Backyard Ultra. Ha corso 68 giri per 283,3 miglia per un tempo finale di 56 ore, 52 minuti e 29 secondi. Ha stabilito il record per la distanza più lunga registrata da una corridore femminile in gara. 
Nel 2022 partecipa all'Hardrock Hundred Mile Endurance Run (Hardrock 100) conquistando il record del percorso con un tempo complessivo di 26 ore, 44 minuti e 36 secondi. 
Nel 2023, Dauwalter ha vinto la Western States Endurance Run (Western State 100) stabilendo il nuovo record del percorso in 15h 29min 33sec, abbassando di 1ora e 18 min il tempo precedente. 
Sempre nel 2023, un mese dopo la vittoria alla Western States Endurance Run, alla Hardrock Hundred Mile Endurance Run (Hardrock 100) ha stabilito un nuovo record di tempo femminile concludendo la gara con un tempo finale di 26 ore, 14 minuti e 8 secondi, conquistando il quarto posto assoluto., e nello stesso anno ha vinto per la terza volta l'UTMB in 23h29'15" (con il 25* posto assoluto) divenendo così non solo il primo atleta in assoluto a vincere le tre maggiori cento miglia mondiali nello stesso anno (prima di lei nessuno era mai riuscito a concluderle nello stesso anno)
Dauwalter è sponsorizzata da Salomon. È nota per indossare maglie larghe e pantaloncini larghi in stile basket durante la corsa, cosa rara tra gli ultramaratoneti d'élite. 
Nel 2020, Dauwalter ha ricevuto il George Mallory Award per aver oltrepassato i limiti della realizzazione umana fisica.